# Emma Thompson
Dame Emma Thompson, född 15 april 1959 i Paddington i London, är en brittisk skådespelare och manusförfattare. Thompson har bland annat medverkat i Krigets skördar, en roll för vilken hon erhöll en BAFTA för bästa skådespelerska, Död på nytt (1991), Howards End (1992), Mycket väsen för ingenting (1993), Återstoden av dagen (1993), I faderns namn (1993) och Förnuft och känsla (1995). 
Bland andra av hennes film- och tv-roller märks filmserien om Harry Potter (2004, 2007, 2011), Wit (2001), Love Actually (2003), Angels in America (2003), Nanny McPhee (2005), Stranger Than Fiction (2006), Last Chance Harvey (2008), Men in Black III (2012), Modig (2012) och Skönheten och odjuret (2017). Hon porträtterade även Mary Poppins skapare P.L. Travers i Saving Mr. Banks 2013.
Thompson är dotter till Eric Thompson och Phyllida Law, och syster till Sophie Thompson. Åren 1989–1995 var hon gift med Kenneth Branagh. Sedan 2003 är hon gift med skådespelaren Greg Wise.
Thompson blev i november 2018 adlad och kan numera tituleras dame, DBE ("Dame commander of the order of the british empire").

## Filmografi (i urval)
- 1987 – Krigets skördar (TV-serie)
- 1989 – Henrik V
- 1989 – En lång en
- 1991 – Chopin, mon amour
- 1991 – Död på nytt
- 1992 – Peter's Friends
- 1992 – Howards End
- 1993 – Mycket väsen för ingenting
- 1993 – Återstoden av dagen
- 1993 – I faderns namn
- 1994 – Junior
- 1995 – Carrington
- 1995 – Förnuft och känsla (även manus)
- 1997 – Vintergästen
- 1998 – Spelets regler
- 2001 – Wit
- 2002 – Skattkammarplaneten
- 2003 – Love Actually
- 2004 – Harry Potter och fången från Azkaban
- 2005 – Nanny McPhee (även manusförfattare)
- 2006 – Stranger Than Fiction
- 2007 – Harry Potter och Fenixorden
- 2007 – I Am Legend
- 2008 – En förlorad värld
- 2008 – Last Chance Harvey
- 2009 – An Education
- 2009 – The Boat That Rocked
- 2010 – The Song of Lunch
- 2010 – Nanny McPhee och den magiska skrällen (även manusförfattare)
- 2011 – Harry Potter och dödsrelikerna – Del 2
- 2012 – Men in Black III
- 2012 – Modig
- 2013 – Beautiful Creatures
- 2013 – The Love Punch
- 2013 – Saving Mr. Banks
- 2014 – Effie Gray (även manusförfattare)
- 2014 – Men, Women & Children
- 2015 – A Walk in the Woods
- 2015 – The Legend of Barney Thomson
- 2015 – Bränd
- 2016 – Alone in Berlin
- 2016 – Bridget Jones's Baby (även manusförfattare)
- 2019 – Last Christmas
- 2020 – Dolittle (röst)
- 2021 – Cruella
- 2022 – Good Luck to You, Leo Grande
- 2025 – Bridget Jones: Mad About the Boy

## Utmärkelser och nomineringar

### Oscar
Thompson har nominerats till totalt fem Oscars och erhållit två. Till galan 1993 nominerades hon och vann priset i klassen Bästa kvinnliga huvudroll för sin insats som Margaret Schlegel i Howards End. År 1994 var hon återigen nominerad i kategorin bästa kvinnliga huvudroll för Återstoden av dagen och som Bästa kvinnliga biroll för I faderns namn. Till galan 1996 nominerades Thompson igen, denna gång i klasserna bästa kvinnliga huvudroll samt i klassen Bästa manus efter förlaga för Förnuft och känsla, Thompson vann det senare priset.

### BAFTA Awards
Thompson har totalt sju BAFTA-nomineringar och har erhållit tre priser.

### Emmy Award
Hon har nominerats till sex Emmy Awards och vunnit en. 1998 vann Thompson för sitt inhopp som gästskådespelare i TV-serien Ellen. År 2001 blev hon nominerad till såväl Bästa kvinnliga huvudroll som Bästa manus för Wit. År 2004 blev hon nominerad för Bästa kvinnliga huvudroll för sin roll i Angels in America. År 2012 nominerades hon för huvudrollen i TV-filmen The Song of Lunch. Vid Emmygalan 2015 nominerades hon för sin insats i Live from Lincoln Center i avsnittet Sweeney Todd: The Demon Barber of Fleet Street - In Concert with the New York Philharmonic.

### Golden Globe
Thompson har vunnit två Golden Globes och blivit nominerad till ytterligare sju. År 1993 vann hon i klassen Bästa kvinnliga huvudroll - Drama för rollen som Margaret Schlegel i Howards End. År 1996 vann hon för Bästa manus till Förnuft och känsla. Hon har dessutom även blivit nominerad för sina skådespelarinsatser i I faderns namn, Återstoden av dagen, Junior, Förnuft och känsla, Wit, Last Chance Harvey och Saving Mr. Banks.